# Rhazya
Rhazya é um género botânico pertencente à família Apocynaceae.